# Element (ソフトウェア)
Elementは、Matrixプロトコルに基づいたフリーかつオープンソースのインスタントメッセンジャーである。Apache License 2.0の下で配布されている。Elementは分散型Matrixプロトコルを使用するので、ユーザは接続するサーバを選択することができる。
更に、Elementはエンドツーエンド暗号化、グループ、チャンネル及びユーザ間のファイル共有に対応している。ウェブアプリケーションとして全ての主要なオペレーティングシステムでデスクトップアプリとして利用可能であり、モバイルアプリとしてAndroid及びiOSで利用することができる。開発は主にNew Vectorによって行われており、同社はMatrixプロトコル自体の開発にも関与している。

## 技術
ElementはMatrixクライアントの開発を容易にするためのReactをベースとしたソフトウェア開発キットであるMatrix React SDKによって構築されている。Elementは殆どがウェブ技術を中心に構築されており、ウェブアプリケーションからデスクトップアプリを構築するためのソフトウェアフレームワークであるElectronを利用して、Windows、macOS及びLinux向けのデスクトップクライアントを構築している。Android及びiOS向けのクライアントは夫々のプラットフォームのツールで開発及び構築が行われている。
Android向けのクライアントはGoogle Play及びF-Droidで利用可能だが、両者には僅かな違いが有る。例えば、F-Droidで配布されているバージョンには、プロプライエタリのGoogle Cloud Messagingが付属していない。

## 歴史
Elementは2016年7月にベータ版がリリースされた当初はVectorと呼ばれていた。この名称は同年9月にRiot (Riot.im) に変更され、再ブランドが行われた。再ブランド化はカナダのブランドコンサルタントであるLP/ADによって行われた。同年11月、Matrixエンドツーエンド暗号化の初期実装が行われ、ユーザへのベータとして展開された。
2019年4月、サーバのプロダクション鍵が侵害されたことに対応して、Google Playで新しいアプリをリリースした。開発者は、Google Playバージョンのアプリを使用しているユーザに最新版へのアップデートを推奨した。

## 特徴
ElementはIRC、Slack、TelegramなどとMatrixを介してブリッジする機能で知られている。また、WebRTCを介して音声及び動画のP2P及びグループチャットを統合している。アプリとその背後にあるサーバをセルフホスティングできることから、Elementはプライバシーを重視する人々から屡々推奨されている。
ルームはユーザが会話できる場所である。これらのルームは2020年1月1日時点ではデフォルトでは暗号化はされていない。また、通話を暗号化することもできる。

## 反応
ElementはMatrixの最も成熟したクライアントであるので、新しいMatrixユーザが最初に利用するクライアントとして推奨されており、プロジェクト自体も推奨されている。メディアには、Slackやその他のインスタントメッセンジャーの代替として認識されることがある。一般に、Elementは分散型であることが推奨されることがあるオープンソース及び自由ソフトウェアのコミュニティで最も人気があるように見える。この技術的な焦点は、Linuxディストリビューション及び暗号通貨に関するルームがMatrix上で最大のルームとなっていることに反映されている。アプリはGoogle Playで5万回以上ダウンロードされており、F-Droidやその他のプラットフォーム経由のユーザも存在する。